# Granskär (södra Vårdö, Åland)
Granskär är en halvö i Åland (Finland). Den ligger i den östra delen av landskapet, 30 km öster om huvudstaden Mariehamn.